# Olga Bondarenko
Olga Petrovna Krencer-Bondarenko (rusko Ольга Петровна Кренцер-Бондаренко), ruska atletinja, * 2. junij 1960, Slavgorod, Sovjetska zveza.
Nastopila je na poletnih olimpijskih igrah v letih 1988 in 1992. Uspeh kariere je dosegla leta 1988 z osvojitvijo naslova olimpijske prvakinje v teku na 10000 m. Na evropskem prvenstvu leta 1986 je osvojila naslov prvakinje v teku na 3000 m in srebrno medaljo v teku na 10000 m. 23. junija 1984 je postavila svetovni rekord v teku na 10000 m s časom 31:13,78, veljal je eno leto.